# Aplysinellidae
Aplysinellidae is een familie van sponsdieren uit de klasse van de Demospongiae (gewone sponzen). 

## Geslachten
- Aplysinella Bergquist, 1980
- Porphyria Bergquist, 1995
- Suberea Bergquist, 1995